# Sharq Taronalari
Sharq Taronalari („Lieder des Orients“) ist eines der größten Musikfestivals in Zentralasien. Das erste internationale Musikfestival „Sharq Taronalari“ fand im Jahre 1997 statt. Das Festival steht unter der Schirmherrschaft der UNESCO, findet alle zwei Jahre in Samarqand statt und dient als ein einzigartiges Mittel der gegenseitigen kulturellen Kommunikation zwischen den Völkern der Welt.